# Hautecloque
Hautecloque település Franciaországban, Pas-de-Calais megyében. Lakosainak száma 215 fő (2022. január 1.). Hautecloque Buneville, Croisette, Écoivres, Flers, Framecourt, Herlincourt, Herlin-le-Sec, Maisnil, Ramecourt és Sibiville községekkel határos.

## Népesség
A település népességének változása:
| Lakosok száma | 222  | 221  | 220  | 218  | 217  | 216  | 216  | 217  | 215  |
|               | 2013 | 2015 | 2016 | 2017 | 2018 | 2019 | 2020 | 2021 | 2022 |